# Василиј Александрович
Василиј Александрович (рус. Василий Александрович; Гатчина, Санкт Петербург, 23. јун/7. јул 1907 — Вудсајд, Калифорнија, САД, 23. јун 1989) био је кнез императорске крви и члан Руског императорског дома у изгнанству.
Био је млађи син великог кнеза Александра Михајловича и велике кнегиње Ксеније Александровне. Од 1981. до 1989. био је предсједник Удружења чланова рода Романових (рус. Объединение членов рода Романовых).

## Биографија
Кнез императорске крви Василиј Александрович је рођен 23. јуна/7. јула 1907. године у императорском дворцу у Гатчини гдје је и провео дјетињство. Током Фебруарске револуције (1917) имао је само десет година. Отаџбину је напустио 1919. заједно са родитељима на британском бојном броду „Молборо“. У емиграцији је живио са мајком у Данској, а затим у Уједињеном Краљевству. Школу је завршио у Лондону, а затим се 1928. одселио за САД.
Завршио је пољопривредни факултет у Сакраменту. За вријеме Другог свјетског рата служио је у америчкој војсци. Са женом је живио у сеоској вили на око тридесетак километара јужно од Сан Франциска. Умро је 24. јуна 1989. године у Вудсајду (Калифорнија, САД). Сахрањен је у Сан Франциску, на српском гробљу, заједно са супругом.

## Императорски дом
Године 1918. било је пресјечено све мушко потомство императора Александра III Александровича. У складу с правилима насљеђивања престола, право насљедства је прешло на другог сина императора Александра II Николајевича — великог кнеза Владимира Александровича (1847—1909). Његов најстарији син је био велики кнез Кирил Владимирович који се 1922. године прогласио за чувара престола, а манифестом од 31. августа 1924. прогласио се за императора сверуског у изгнанству. Од 1938. до 1992. династички старјешина је био његов син велики кнез Владимир Кирилович.
Кнез Василиј Александрович је, као и други династички чланови, ступио у морганатски брак и тиме лишио своје потомке права на престо. Дана 31. јула 1931. године у Њујорку оженио се са кнегињом Наталијом Александровном Голицином (1907—1989), кћерком кнеза Александра Владимировича Голицина (1876—1951). Имали су кћерку јединицу Марину. Старјешина Императорског дома велики кнез Владимир Кирилович је даровао кнењиги Наталији, дана 7. маја 1951, племићку титулу и презиме „кнегиње Романовске“ са титулисањем „свјетлост“.
За разлику од Кирила Владимировича сви други чланови Руског императорског дома у изгнанству су добили морганатске потомке без права на престо. Након Другог свјетског рата, с циљем јачања родбинских веза између таквих потомака потекла је замисао о оснивању удружења потомака. Основано је Удружење чланова рода Романових (1979) чији је предсједник у периоду од 1981. до 1989. био кнез императорске крви Василиј Александрович. Он је био и посљедњи члан удружења који је истовремено био и члан Императорског дома. Након његове смрти (1989) насљедник великог кнеза Владимира Кириловича је постала његова кћерка Марија Владимировна. Наступило је насљеђивање по женској линији јер би смрћу њеног оца Владимира била пресјечена посљедња мушка линија.